# Agenzie dell'Unione europea
Le agenzie dell'Unione europea sono organi indipendenti, specializzati e decentralizzati che hanno lo scopo di fornire consulenza alle istituzioni comunitarie e agli Stati membri. L'istituzione delle agenzie è la risposta al desiderio di decentramento geografico e alla necessità di far fronte a nuovi compiti di carattere giuridico, tecnico e/o scientifico.

## Agenzie

### Agenzie decentrate
Un'agenzia dell'UE è un organismo di diritto pubblico europeo, distinto dalle istituzioni comunitarie e dotato di personalità giuridica. È istituita con atto di diritto derivato e svolge compiti molto specifici di natura tecnica o scientifica, ovvero di gestione.
| Agenzia | Sigla     | Sede (città)                                                                | Sede (stato)      |
| --- | --------- | --------------------------------------------------------------------------- | ----------------- |
| Agenzia europea di controllo della pesca                                                                                           | EFCA      | Vigo                                                                        | Spagna            |
| Autorità europea per la sicurezza alimentare                                                                                       | EFSA      | Parma                                                                       | Italia            |
| Agenzia europea dell'ambiente | EEA       | Copenaghen                                                                  | Danimarca         |
| Ufficio comunitario delle varietà vegetali                                                                                         | CPVO      | Angers                                                                      | Francia           |
| Agenzia europea delle sostanze chimiche                                                                                            | ECHA      | Helsinki                                                                    | Finlandia         |
| Agenzia europea per i medicinali                                                                                                   | EMA       | Amsterdam (in precedenza a Londra, UK, poi spostata in seguito alla Brexit) | Paesi Bassi       |
| Centro europeo per la prevenzione e il controllo delle malattie                                                                    | ECDC      | Stoccolma                                                                   | Svezia            |
| Agenzia europea per la sicurezza e la salute sul lavoro                                                                            | EU-OSHA   | Bilbao                                                                      | Spagna            |
| Fondazione europea per il miglioramento delle condizioni di vita e di lavoro                                                       | EUROFOUND | Dublino                                                                     | Irlanda           |
| Autorità europea del lavoro | ELA       | Bratislava                                                                  | Slovacchia        |
| Centro europeo per lo sviluppo della formazione professionale                                                                      | CEDEFOP   | Salonicco                                                                   | Grecia            |
| Fondazione europea per la formazione professionale                                                                                 | ETF       | Torino                                                                      | Italia            |
| Agenzia dell'Unione europea per le ferrovie                                                                                        | ERA       | Valenciennes e Lilla                                                        | Francia           |
| Agenzia europea per la sicurezza aerea                                                                                             | EASA      | Colonia                                                                     | Germania          |
| Agenzia europea per la sicurezza marittima                                                                                         | EMSA      | Lisbona                                                                     | Portogallo        |
| Ufficio dell'Unione europea per la proprietà intellettuale                                                                         | EUIPO     | Alicante                                                                    | Spagna            |
| Agenzia dell'Unione europea per la cooperazione fra i regolatori nazionali dell'energia                                            | ACER      | Lubiana                                                                     | Slovenia          |
| Organismo dei regolatori europei delle comunicazioni elettroniche                                                                  | BEREC     | Riga                                                                        | Lettonia          |
| Agenzia dell'Unione europea per la cibersicurezza                                                                                  | ENISA     | Atene                                                                       | Grecia            |
| Centro europeo di competenza per la cibersicurezza nell’ambito industriale, tecnologico e della ricerca                            | ECCC      | Bucarest                                                                    | Romania           |
| Agenzia dell'Unione europea per il programma spaziale                                                                              | EUSPA     | Praga                                                                       | Repubblica Ceca   |
| Agenzia dell’Unione europea per la cooperazione nell’attività di contrasto                                                         | EUROPOL   | Aia                                                                         | Paesi Bassi       |
| Agenzia dell'Unione europea per la formazione delle autorità di contrasto                                                          | CEPOL     | Budapest                                                                    | Ungheria          |
| Osservatorio europeo delle droghe e delle tossicodipendenze                                                                        | EMCDDA    | Lisbona                                                                     | Portogallo        |
| Agenzia dell'Unione europea per la gestione operativa dei sistemi IT su larga scala nello spazio di libertà, sicurezza e giustizia | EU-LISA   | sede: Tallinn, gestione operativa: Strasburgo                               | Estonia / Francia |
| Agenzia europea della guardia di frontiera e costiera                                                                              | Frontex   | Varsavia                                                                    | Polonia           |
| Agenzia dell'Unione europea per l'asilo                                                                                            | EUAA      | La Valletta                                                                 | Malta             |
| Agenzia dell'Unione europea per la cooperazione giudiziaria penale                                                                 | EUROJUST  | Aia                                                                         | Paesi Bassi       |
| Agenzia dell'Unione europea per i diritti fondamentali                                                                             | FRA       | Vienna                                                                      | Austria           |
| Istituto europeo per l'uguaglianza di genere                                                                                       | EIGE      | Vilnius                                                                     | Lituania          |
| Centro di traduzione degli organismi dell'Unione europea                                                                           | CdT       | Lussemburgo                                                                 | Lussemburgo       |

#### Autorità europee di vigilanza SEVIF
Le Autorità europee di vigilanza nascono da una proposta della Commissione europea del settembre 2009 volta a rafforzare i poteri dei già esistenti Comitati di supervisione che insieme formano il Comitato congiunto delle autorità europee di vigilanza. Nel settembre 2010 il Parlamento europeo ha votato la risoluzione, confermata nel novembre 2010 dall'Ecofin. Le tre autorità, insieme al Comitato europeo per il rischio sistemico (CERS) che le vede riunite con la Banca centrale europea, sono entrate in funzione il 1º gennaio 2011 e formano il nucleo del Sistema europeo di vigilanza finanziaria (SEVIF), composto dalle tre autorità, dal CERS e dalle autorità degli stati membri.
| Agenzia                                                                         | Sigla | Sede (città)                                                            | Sede (stato) |
| ------------------------------------------------------------------------------- | ----- | ----------------------------------------------------------------------- | ------------ |
| Autorità bancaria europea                                                       | EBA   | Parigi (in precedenza Londra, UK poi trasferita a seguito della Brexit) | Francia      |
| Autorità europea delle assicurazioni e delle pensioni aziendali e professionali | EIOPA | Francoforte sul Meno                                                    | Germania     |
| Autorità europea degli strumenti finanziari e dei mercati                       | ESMA  | Parigi                                                                  | Francia      |

#### Agenzie per l’Unione bancaria
| Agenzia                                                         | Sigla | Sede (città) | Sede (stato) |
| --------------------------------------------------------------- | ----- | ------------ | ------------ |
| Comitato di risoluzione unico (in funzione dal 1º gennaio 2015) | SRB   | Bruxelles    | Belgio       |

### Agenzie per la politica di sicurezza e di difesa comune
| Agenzia                                                    | Sigla  | Sede (città)      | Sede (stato) |
| ---------------------------------------------------------- | ------ | ----------------- | ------------ |
| Agenzia europea per la difesa                              | EDA    | Bruxelles         | Belgio       |
| Istituto dell'Unione europea per gli studi sulla sicurezza | EUISS  | Parigi            | Francia      |
| Centro satellitare dell'Unione europea                     | SatCen | Torrejón de Ardoz | Spagna       |

### Agenzie esecutive
Sono organizzazioni istituite per svolgere determinati compiti relativi alla gestione di uno o più programmi comunitari. Queste agenzie hanno una durata determinata e devono essere ubicate nella sede della Commissione europea (attualmente sono tutte localizzate a Bruxelles) e sono dotate di personalità giuridica.
- Agenzia esecutiva del Consiglio europeo della ricerca (ERCEA)
- Agenzia esecutiva per la ricerca (REA)
- Agenzia esecutiva per l'istruzione e la cultura (EACEA)
- Agenzia esecutiva europea per la salute e il digitale (HaDEA)
- Agenzia esecutiva del Consiglio europeo dell’innovazione e delle piccole e medie imprese (EISMEA)
- Agenzia esecutiva europea per il clima, l’infrastruttura e l’ambiente (CINEA)

### Agenzie di EURATOM
Si tratta di organismi dotati di personalità giuridica, costituiti per realizzare gli obiettivi del trattato che istituisce la Comunità europea dell'energia atomica (trattato EURATOM). Gli obiettivi del trattato sono: coordinare i programmi di ricerca degli Stati membri per l'utilizzazione pacifica dell'energia nucleare, mettere a disposizione conoscenze, infrastrutture e finanziamenti per lo sviluppo dell'energia nucleare e assicurare un approvvigionamento sufficiente e sicuro di energia atomica. Attualmente queste agenzie sono le seguenti:
- Agenzia di approvvigionamento di EURATOM (ESA) con sede a Lussemburgo (Lussemburgo)

## Imprese comuni
Si tratta di strutture dotate di personalità giuridica, nate da partenariati pubblico-privati tra la Commissione europea e le industrie dei settori interessati allo sviluppo di particolari tecnologie ritenute strategiche per l'Unione. Hanno tutte sede a Bruxelles. Attualmente esse sono:

### Imprese comuni dell’UE
- Impresa comune Bioindustrie (BBI JU)
- Impresa comune Celle a combustibile e idrogeno (FCH JU)
- Impresa comune Clean Sky (CS JU)
- Impresa comune Componenti e sistemi elettronici per la leadership europea (ECSEL JU)
- Impresa comune Iniziativa in materia di medicinali innovativi (IMI 2 JU)
- Impresa comune SESAR (SESAR JU)
- Impresa comune Shift2Rail (Shift2Rail JU)

### Imprese comuni di EURATOM
- Impresa comune europea per il progetto ITER e lo sviluppo dell'energia da fusione (F4E JU) con sede a Barcellona (Spagna)

## Organismi indipendenti dotati di personalità giuridica istituiti con atto di diritto derivato dell'UE

### Organismi decentrati
- Istituto europeo per l'innovazione e la tecnologia (EIT), con sede a Budapest (Ungheria), è stato istituito per cercare di concentrare le migliori risorse scientifiche, aziendali ed educative europee per aumentare la capacità di innovazione dell'Unione.
- Procura europea (EPPO), con sede a Lussemburgo (Lussemburgo)

### Altri organismi
- Comitato europeo per la protezione dei dati (EDPB), con sede a Bruxelles (Belgio)
- Autorità per i partiti politici europei e le fondazioni politiche europee (APPF), con sede a Bruxelles (Belgio)

## Strutture senza personalità giuridica
Esistono una serie di strutture della Commissione europea, con un forte grado di autonomia, ma senza personalità giuridica, spesso sono considerati Organismi interistituzionali poiché servono più istituzioni: amministrativamente sono direzioni generali o servizi della Commissione.
- Direzioni generali della Commissione europea con un forte grado di autonomia
  - Ufficio statistico dell'Unione europea (Eurostat)
  - Ufficio europeo per la lotta antifrode (OLAF)
  - Autorità per la preparazione e la risposta alle emergenze sanitarie (HERA)[8].
  - Centro comune di ricerca (JRC)
- Servizi interistituzionali
  - Ufficio europeo per la selezione del personale (EPSO)
  - Servizio europeo per l'azione esterna (EEAS)
  - Scuola europea di amministrazione (EUSA)
  - Ufficio delle pubblicazioni dell'Unione europea (Eur-OP)

## Agenzie chiuse

### Agenzie decentrate chiuse
- Agenzia europea per la ricostruzione (EAR) con sede a Salonicco (Grecia): chiusa nel 2008.
- Agenzia europea per la gestione della cooperazione operativa alle frontiere esterne, con sede a Varsavia (Polonia): sostituita nel 2016 dall'Agenzia europea della guardia di frontiera e costiera (EBCGA), nota anche come "Frontex".
- Agenzia del GNSS europeo (GSA) con sede a Praga (Repubblica Ceca): sostituita nel 2021 dall'Agenzia dell'Unione europea per il programma spaziale (EUSPA).

### Agenzie esecutive chiuse
- Agenzia esecutiva per la competitività e l'innovazione (EACI) con sede a Bruxelles (Belgio), sostituita dal 1º gennaio 2014 da EASME
- Agenzia esecutiva per la salute e i consumatori (EAHC) con sede a Lussemburgo (Lussemburgo), sostituita dal 1º gennaio 2014 da CHAFEA
- Agenzia esecutiva per la rete transeuropea di trasporto (TEN-T EA) con sede a Bruxelles (Belgio), sostituita dal 1º gennaio 2014 da INEA
- Agenzia esecutiva per i consumatori, la salute, l'agricoltura e la sicurezza alimentare (CHAFEA) con sede a Lussemburgo (Lussemburgo), sostituita dal 1º aprile 2021 da HaDEA
- Agenzia esecutiva per le piccole e medie imprese (EASME) con sede a Bruxelles (Belgio), sostituita dal 1º aprile 2021 da EISMEA
- Agenzia esecutiva per l'innovazione e le reti (INEA) con sede a Bruxelles (Belgio), sostituita dal 1º aprile 2021 da CINEA